# سیارک ۴۳۸۸۲
سیارک ۴۳۸۸۲ (به انگلیسی: 43882 Maurivicoli، نامگذاری:1995EM1) چهل و سه هزار و هشتصد و هشتاد و دومین سیارک کشف شده‌است که در ۷ مارس ۱۹۹۵ کشف شد.